# Francesca Rossi
Francesca Rossi (7 de diciembre de 1962) es una informática italiana que investiga la inteligencia artificial. Es profesora titular en la Universidad de Padua, presidenta de la Conferencia Internacional Conjunta sobre Inteligencia Artificial y editora asociada en jefe del Journal of Artificial Intelligence Research . Ha sido nombrada IBM Fellow en 2020.

## Educación y carrera
Recibió el Premio Laurea en Ciencias de la Información de la Universidad de Pisa en 1986 y un doctorado en Ciencias de la Computación de la misma universidad en 1993.
Fue profesora asistente (1992–1998) en la Universidad de Pisa y profesora asociada (1999–2001) de Ciencias de la Computación en la Universidad de Padua.
Desde 2001 es profesora titular de Ciencias de la Computación en la Universidad de Padua y actualmente está en año sabático como miembro del Instituto Radcliffe de Estudios Avanzados de la Universidad de Harvard.

## Intereses de investigación
Su investigación sobre inteligencia artificial tiene un énfasis particular en el modelado y razonamiento de preferencias, el procesamiento de restricciones y los sistemas multi-agente. Ha publicado numerosos artículos en revistas y conferencias internacionales  y también ha editado varios volúmenes, incluido el Handbook of Constraint Programming . Además es coautora de un libro sobre preferencias y elección social.

## Premios y honores
- Radcliffe Fellow, 2014–2015
- Presidenta, Conferencia Conjunta Internacional sobre Inteligencia Artificial, agosto de 2013 – 2015
- Miembro de la Asociación para el Avance de la Inteligencia Artificial (AAAI), 2012
- Premio al servicio distinguido de la Asociación para la Programación de Restricciones, 2010
- Miembro de la Asociación Europea de Inteligencia Artificial (EurAI), 2008[5]
- Presidenta de la Asociación para la Programación de Restricciones, 2003–2007